# Manuel Díaz-Rubio García
Manuel Díaz-Rubio García (Cádiz, 9 de mayo de 1941) es un médico español,  catedrático de Patología y Clínica Médicas de la Facultad de Medicina de la Universidad Complutense de Madrid, Académico de Número y Presidente de Honor de la Real Academia Nacional de Medicina.

## Biografía profesional
Formado en medicina interna y gastroenterología y hepatología junto al profesor Manuel Díaz Rubio.
Su dedicación en el campo de la investigación estuvo centrada en los trastornos de la motilidad digestiva, especialmente el Reflujo gastroesofágico y el Síndrome del intestino irritable.
Su labor en el campo de la gastroenterología y hepatología le llevó a ser Presidente de la Sociedad Española de Patología Digestiva (2003-2005), y a ser reconocido con la Medalla de Oro de La Sociedad Española de Patología Digestiva (1997) y la Castellana de Aparato Digestivo (1997). Fue Director de la Revista Española de Enfermedades Digestivas y otras revistas divulgativas en la especialidad.
En el campo de la medicina interna, creó la Sociedad Castellana de Medicina Interna, publicó un Tratado de Medicina Interna y puso en marcha publicaciones como Clínicas Médicas de España o Perspectiva en Medicina Interna, y junto con José De Portugal Álvarez fundó la revista Anales de Medicina Interna. Fue Director de Consejo Editorial de la Edición Española de Medicine Scientific American (2000). Fue Presidente de Honor de la Castellana de Medicina Interna (1988) y Director de Anales de Medicina Interna.
Académico de Número de la Real Academia Nacional de Medicina de España desde 1993, fue elegido vicepresidente en 2005, Presidente en 2008 y Presidente de Honor en 2012. Bajo su presidencia se publicó el  Diccionario de términos médicos de la Real Academia Nacional de Medicina. Puso en marcha, entre otros proyectos, el Banco de Imágenes de la Medicina Española, el Museo de Medicina Infanta Margarita, implantó las sesiones extraordinarias abiertas y modernizó multitud a objetivos de la Institución.

## Premios y distinciones
- Presidente del Consejo Rector de la Fundación MMA (2012-2015)
- Miembro del Consejo Asesor de Sanidad de la Comunidad de Madrid (2003-actualidad)
- Miembro del Consejo Rector del Instituto de España (2008-2012)
- Presidente del Consejo Nacional de Especialidades Médicas (1990-1994)
- Presidente de la Comisión de Aparato Digestivo (1990-1994)
- Miembro de Consejo Asesor de Sanidad (1992-1994)
- Miembro de la Comisión Nacional para el Uso Racional del Medicamento (1992-1994)
- Miembro del Patronato Rector del Consejo Superior de Investigaciones Científicas (1997-2011)
- Miembro del Consejo de la Asociación Latinoamericanas de Academia de Medicina (2010-2012)
- Gran Cruz Alfonso X El Sabio (2013)[8]
- Encomienda con Placa de la Orden Civil de Sanidad (1999)[9]
- Encomienda de la Orden Dos de Mayo de Madrid (2009)
- Cruz de Oro de la Asociación Latinoamericana de Academias de Medicina, España y Portugal (ALANAM) (2012)
- Premio Médico del Año (1993)
- Premio Edimsa al médico más destacado en los últimos 25 años (2008)
- Premio de la Fundación Uriach (2000)
- Académico de Honor de la Academia de Medicina de México (2010)
- Académico de Honor de la Academia de Medicina de la República Dominicana (2012)
- Académico de Honor de la Academia de Medicina de Armenia (2008)

## Selección de obras
Autor de casi ochenta monografías y más de medio millar de artículos científicos en revistas nacionales e internacionales, pueden reseñarse entre sus obras más importantes: el
Plan de Actualización en Gastroenterología, (10 volúmenes) 1987-1989; Gastroenterología, (2 volúmenes) 1991-1992; Tratado de Medicina Interna, (2 volúmenes) 1994; Trastornos Motores Digestivos 1996; Patología Motora del Tubo Digestivo Hoy 1994; Médicos Españoles del Siglo XX, (4 volúmenes) 2000,2003,2008,2014; Los Síntomas que todos padecemos; Epónimos en Aparato Digestivo con María José Devesa; 150 años de caricaturas médicas en España con Javier Sanz Serrulla; Algunos hitos de la autoexperimentación en medicina 2016. En mayo de 2019 publica su primera novela El retorno de Pedro: Asturias, La Habana, el regreso... y un testamento perdido. Le siguen Cinco doblones de oro: Cádiz, una saga, una alacena... y un misterio por resolver Mela y El sueño del escultor